# Góry Skandynawskie

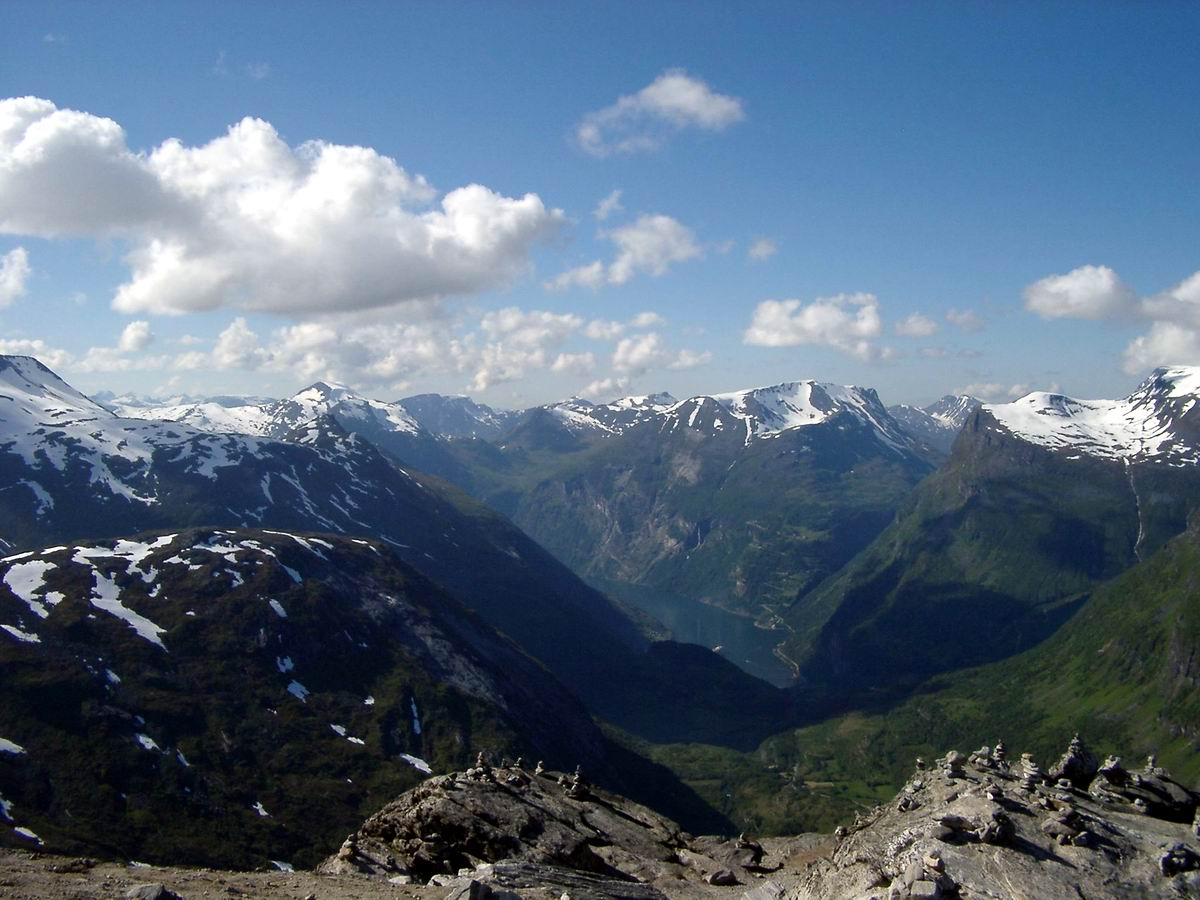
Góry Skandynawskie – widok z góry Dalsnibba, Norwegia

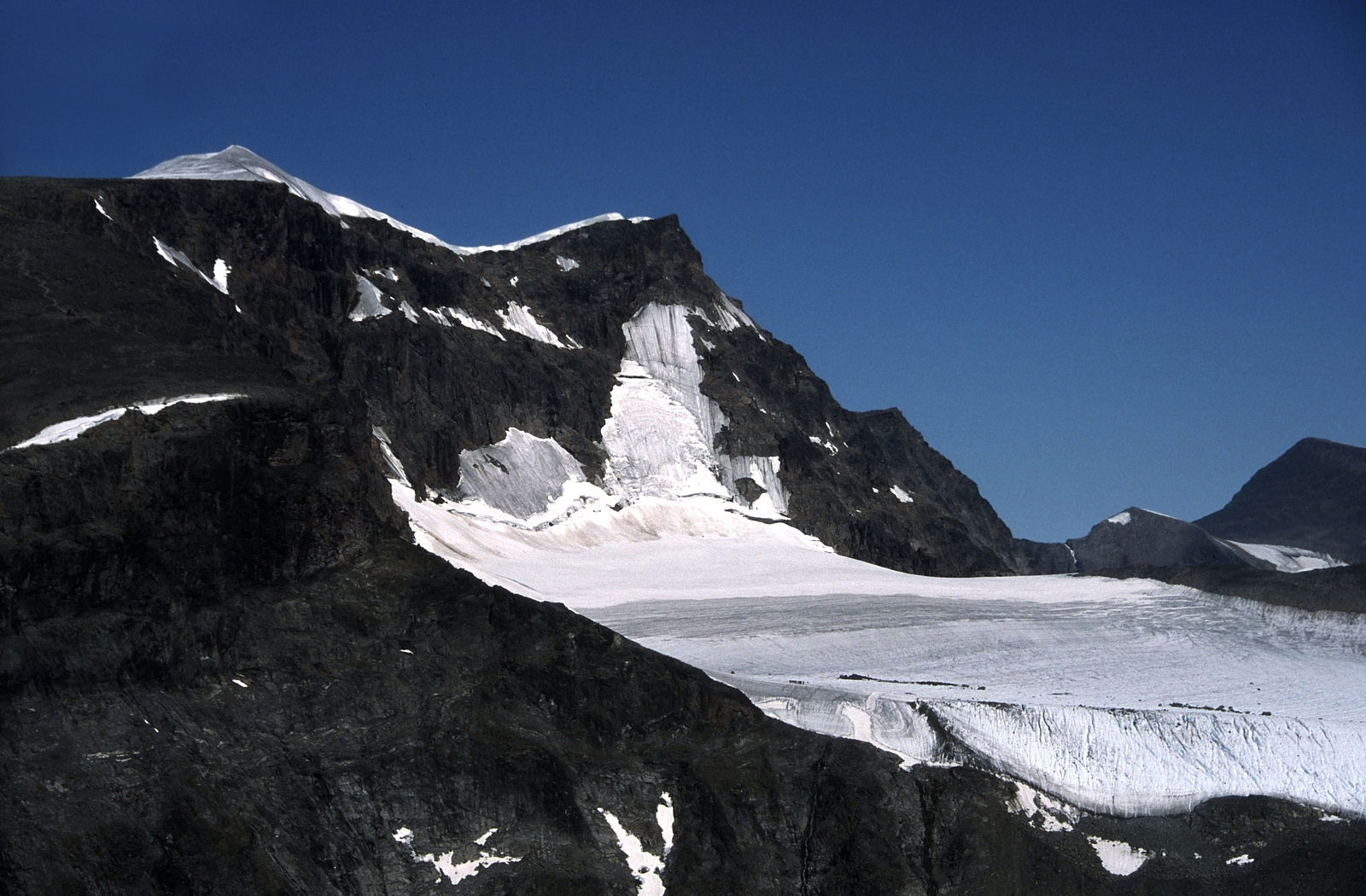
Kebnekaise – najwyższy szczyt Szwecji

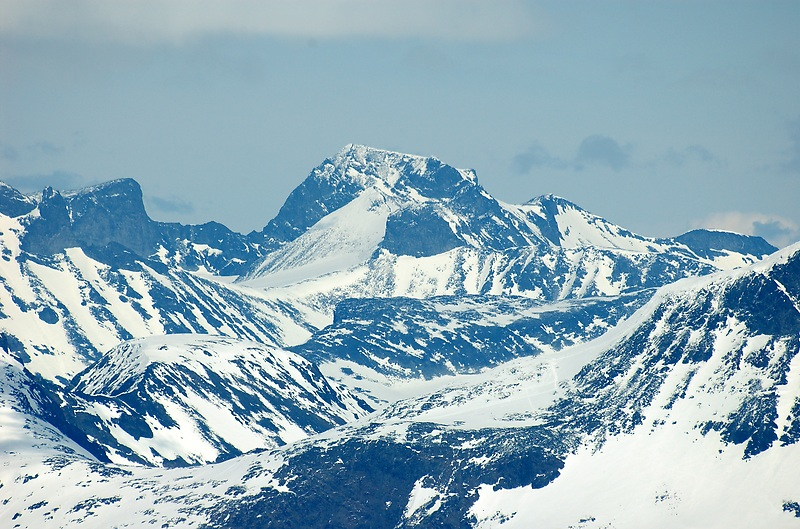
Galdhøpiggen – najwyższy szczyt Norwegii

Góry Skandynawskie (również Kjølen, bokmål De skandinaviske fjellene, nynorsk Dei Skandinaviske fjella; szw. Skandinaviska fjällkedjan lub Skanderna; fiń. Skandit) – łańcuch górski w zachodniej i północnej części Półwyspu Skandynawskiego, ciągnący się wzdłuż wybrzeża Oceanu Atlantyckiego, na terytorium Norwegii, Szwecji i częściowo Finlandii. Długość ok. 1800 km, szerokość do 550 km.

## Geologia
Góry Skandynawskie powstały w orogenezie kaledońskiej, w czasie późniejszych ruchów górotwórczych były kilkakroć blokowo nierównomiernie wypiętrzane; ostatecznie wypiętrzone na przełomie syluru i dewonu. Zbudowane są w większości z prekambryjskich i kambryjsko-sylurskich skał, głównie metamorficznych, prócz tego występują piaskowce arkozowe, łupki ilaste, wapienie i dolomity.
Zachodnie i północne stoki strome, silnie pocięte fiordami (najdłuższe – Sognefjord i Hardangerfjord), stoki wschodnie szerokimi stopniami opadają ku wyżynom – Lapońskiej oraz Północnoszwedzkiej. Występują rozległe płaskowyże i stoliwa górskie – fieldy, z czego najwyższe i największe znajdują się w części południowej (Jotunheimen, Hardangervidda, Telemark, Dovrefjell).
Góry zostały silnie przeobrażone przez zlodowacenie plejstoceńskie, które zmieniło doliny tworząc malowniczy krajobraz fiordowy. Najdłuższy z nich, Sognefjord, ma 204 km długości. Góry Skandynawskie wznoszą się najwyżej w części południowej (Galdhøpiggen, 2469 m n.p.m. – najwyższy szczyt Norwegii) oraz północnej (Kebnekaise, 2117 m n.p.m. – kulminacja Szwecji oraz Haltiatunturi, 1328 m n.p.m. – najwyższy punkt Finlandii).

## Klimat
Klimat umiarkowany chłodny. Linia wiecznego śniegu leży na wysokości 700–800 m n.p.m. na północy i 1500–1800 m n.p.m. na południu, stąd liczne są lodowce, szczególnie zajmujące fieldy (tzw. fieldowe), największy z nich – Jostedalsbreen.
W Górach Skandynawskich mają swoje źródła wszystkie większe rzeki Półwyspu Skandynawskiego. Liczne są też jeziora polodowcowe. Piętra roślinności w Górach Skandynawskich obniżają się wraz ze wzrostem szerokości geograficznej. Dolne partie stoków porastają lasy, wyżej pojawiają się łąki alpejskie, na południu od 70°N panuje tajga, głównie świerkowa. Góry Skandynawskie zasobne są w surowce mineralne, zwłaszcza rudy żelaza (Kiruna), a także miedzi, cynku, ołowiu, złota, srebra.